# 베스테르보텐주

베스테르보텐 주의 문장

베스테르보텐 주의 위치

베스테르보텐주(스웨덴어: Västerbottens län)는 스웨덴 북부에 위치한 주로 주도는 우메오이며 면적은 55,401km2, 인구는 259,239명(2011년 기준)이다. 남쪽으로는 베스테르노를란드주와 옘틀란드주, 북쪽으로는 노르보텐주와 접하며 서쪽으로는 노르웨이, 동쪽으로는 보트니아만과 접한다.

## 자치시

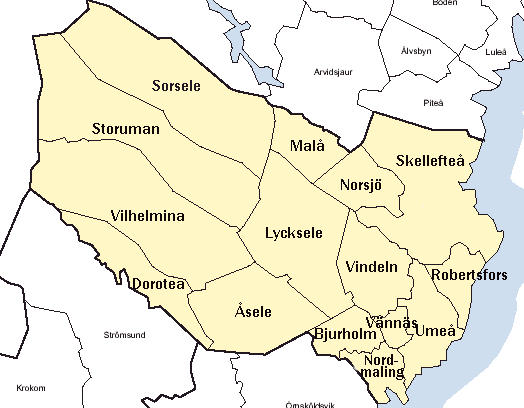
베스테르보텐 주의 자치시

베스테르보텐주는 15개 자치시로 구성되어 있다.
- 비우르홀름시 (Bjurholm)
- 도로테아시 (Dorotea)
- 뤼크셀레시 (Lycksele)
- 말로시 (Malå)
- 노르말링시 (Nordmaling)
- 노르셰시 (Norsjö)
- 로베르츠포르스시 (Robertsfors)
- 셸레프테오시 (Skellefteå)
- 소르셀레시 (Sorsele)
- 스토루만시 (Storuman)
- 우메오시 (Umeå)
- 빌헬미나시 (Vilhelmina)
- 빈델른시 (Vindeln)
- 벤네스시 (Vännäs)
- 오셀레시 (Åsele)